# Rosarium Virginis Mariae
A Rosarium Virginis Mariae (A Boldogságos szűz rózsafüzére) című II. János Pál pápa apostoli levele a rózsafüzérről (szentolvasóról), melyet 2002 október 16.-án írt alá, pápaságának 25. éve kezdetén. A szentatya levelét indokolja, hogy XIII. Leó pápa 120 éve írt a rózsafüzér áhítatról enciklikát. 2002 október - 2003 október időszakot a Rózsafüzér Évének nyilvánítja, továbbá a II. Vatikáni Egyetemes Zsinat 40. évfordulójára hivatkozik.

## Szerkezete

### Bevezetés
1. bevezetés
2. A római pápák és a rózsafüzér
3. A Rózsafüzér Éve
4. Ellenvetések a rózsafüzérrel kapcsolatban
5. A szemlélődés útja
6. Imádság a békéért, családért
7. "Íme a te Anyád" (Jn 19,27)
8. A tanúk nyomában

### Első fejezet
9. Egy arc ami ragyog, mint a nap
10. Mária a szemlélődés mintaképe
11. Mária emlékei
12. A rózsafüzér szemlélődő ima
13. Máriával emlékezni Krisztusra
14. Máriától megismerni Krisztust
15. Máriával hasonlatossá válni Krisztushoz
16. Máriával könyörögni Krisztushoz
17. Krisztust hirdetni Máriával

### Második fejezet
18. A rózsafűzés az evangélium rövid foglalata
19. Megfelelő kiegészítések
20. Az öröm titkai
21. A világosság titkai
22. A fájdalom titkai
23. A dicsőség titkai
24. A titkoktól a misztériumhoz: Ez Mária útja
25. Krisztus titka - az ember titka

### Harmadik fejezet

#### Számomra az élet Krisztus
26. A rózsafüzér a titkokhoz való hasonulás útja
27. Egy hatásos módszer
28. ...amit jobbitani lehet
29. A titkok kimondása
30. Isten igéjének hallgatása
31. A csend
32. A Miatyánk
33. A tíz üdvözlégy
34. A dicsőség
35. A záró fohász
36. A rózsafüzér mint kegytárgy
37. A rózsafüzér kezdete és vége
38. A rózsafüzér időbeli elosztása

### Befejezés
39. Mária áldott rózsafüzére, édes lánc, mely Istenhez kapcsol minket
40. A béke
41. A család: a szülők
42. ...és a gyermekek
43. A rózsafüzér az újrafelfedezésre váró kincs

## Bevezetés
Az evangélium mélyebb megismerését méltatja, "evezz a mélyre". A rózsafüzér pedig Mária iskolája, mely Krisztus arcának szemlélődése, szeretetének megtapasztalása.
Megemlékezik elődéiről, XIII. Leó pápáról az 1883-as Supremi apostolatus officio enciklikájára, mely úgy mutatja be a rózsafűzért mint a társadalmi bajok spirituális segítséget. Majd megemlíti Boldog XXIII. János Il religioso converto apostoli levelét és VI. Pál pápa Marialis cultus apostoli buzdítását. Felhívja a figyelmet a Második Vatikáni Zsinat Lumen gentium konstutició utolsó fejezete, mely hangsúlyozza a rózsafüzér evangéliumi és krisztológiai irányultságát. Ezután visszaemlékezik személyes rózsafűzér imádság tapasztalataira, élményeire. Kitér az ellenvetésekre.
- Jelen körülmények között elvesztheti jelentőségét a liturgia miatt
- Történeti események miatt a nemzedékek bátortalanul adják tovább.
- Nem elég ökonomikus, máriás jellege miatt, pedig éppen a keresztény hit krisztológiai központjába irányuló kultusz, melyben az Anyát tiszteljük, a Fiút viszont megismerjük szeretjük, dicsőítjük.

Aktualitást ad, hogy a békéért szóljon az ima, a pápa utal a 2001-es New yorki terrortámadásra, a rózsafüzér sürgető szolgálattal imádkozható, mely vonatkozik a társadalom alapsejtjére a családra is.
Íme a te Anyád bekezdésben megemlíti Lourdest és Fatimát, (az egyház által elismert Mária-jelenéseket) majd megemlékezik a tanúk sorában Grignion Szent Lajost, Pietrelcinai Szent Pio és Boldog Bartolo Longot, akire a rózsafüzér apostolára emlékszik, "aki terjeszti a rózsafüzért üdvözül."
Ehhez a bátorítást a rózsafüzér pápájától XIII. Leotól kapott.

## I. Máriával szemlélni Krisztust
Krisztus születésekor mikor Mária megpillantotta Jézus arcát (Lk 2.7) tele volt csodálattal. Olykor kérdő volt amikor fiúként a templomban talált rá. "Miért tetted ezt velünk?" (Lk 2.48) Később már olvasni is tudott gondolataiban, az első csodatétele előtt Kánában (Jn 2.5), már tanítói szerepben van "Tegyétek meg amit mond", majd osztozik Fia kereszthalálának szenvedésében és elfogadja a rábízott új fiút.
Mária ima szemlélődése emlékezés (Lk 2,19 v.ö. 2,51), harmóniába kerülünk Mária emlékezésével. Az ima nem szószaporítás, mint a pogányok szokták (Mt 6.7), hanem megkívánja lassan, elmélkedve mondjuk. Sajátosan szüntelen ima (Tessz 5.17). Amikor a keresztény rózsafüzért imádkozik, harmóniába kerül Mária emlékezésével, tekintetével.
Krisztus "a Mester", az emberek között Mária ismeri legjobban Krisztust, ezért a benső mester által, a Szentlélek által Mária az, aki a Mesternő, aki a legjobban képes elvezetni minket Krisztus misztériumának megismerésére. Mária tanítói köntösben mutatkozik Jézus első csodájánál, buzdítja a szolgákat: tegyétek meg amit Krisztus mond, nyissuk meg a lelket a világosság előtt, úgy ahogy Mária tesz a hit engedelmességében: "Íme az Úr szolgálóleánya, legyen meg a te igéd szerint. (Lk 1,38).
Mint ahogy Mária szemléli Krisztust, úgy válik hasonlatossá, szemlélődésében, hozzáigazodásában társul, tőle tanulunk rejtettséget, szerénységet, tökéletességet. Mária az egyház anyja, aki gondoz minket és folyamatosan szüli az egyház tagjait. Mint ahogy gondosan figyelte Krisztus emberi fejlődését Názáretben, ugyanazzal a gondossággal neveljen minket amíg ki nem alakul bennünk Krisztus. (v.ö. Gal 4,19). Idézi Grignon Szent Lajost, tökéletességünk abból áll, hogy egyesüljünk, hasonlítsunk Krisztushoz. Krisztus és Mária útja csak a rózsafűzérben kapcsolódik mélyen össze, Mária Krisztus szolgálatában él. A Máriának szentelt hívő így inkább Jézus Krisztusnak szentelt lélek.
A kánai menyegzőn Mária az, aki Jézushoz viszi az emberi szükségletet, "nincs borunk". Mária hatékonyan közbenjár. "Mi azt sem tudjuk hogyan kell helyesen imádkoznunk" (Róm 8,26), míg Krisztus tanítása szerint "Kérjetek és kaptok, keressetek és találtok...", (Mt 7,7). Az állhatatos kérés anyai közbenjárásra elérhet Fia szivénél.
Nemcsak kérés, hanem igehirdetés is, élni kell a lelkipásztoroknak a plébánián vagy kegyhelyeken evvel a nagyon hatásos kateketikai alkalommal. A rózsafüzér ereje változatlan, jó evangelizáció.

## II. Krisztus titkai - Az Anya titkai
A rózsafüzér (a szent olvasó) az evangélium foglalata, Krisztus szívének mélységébe vezet, megtestesülése (az öröm titkai), szenvedésének kínjai (a fájdalomé), a feltámadás győzelme (dicsőségé), nyilvános működése (a világosság titkai).
Ezután a pápa részletesen kifejti egyenként ezeket a titkokat.
A rózsafüzér  elénk tárja a titkot, hogy könnyebben megnyílhassunk Krisztus mélyebb megismerésére, ami Mária útja is. 
A rózsafüzér megvilágítja az emberi utat is, hogy belépjen Isten országába, a keresztúton követve az üdvözítő fájdalom értelmét, vagy látva a célt, a dicsőséget, ha engedjük a Szentlélek átformálását.

## III. Számomra az élet Krisztus
Az Üdvözlégy ima tizszeri ismétlése unalmasnak tűnhet, ha felületesen ismételjük. Ha viszont a titkokhoz való szeretetteljes hasonulással állunk hozzá nem fáradunk bele újra és újra visszatérni a szeretett személyhez, mint ahogy Péter háromszor válaszol Krisztusnak: "Uram te tudod, hogy szeretlek téged." (Jn 21,15-17). Illetve a hasonuló Pál apostol: "Már nem én élek, hanem Krisztus él bennem". A pápa ír a koncentráció fontosságáról, amelyre példát hoz, Loyolai Szent Ignác  "Lelkigyakorlatában" ajánlott módszert a hely elképzelése, ami megfelel a megtestesülés logikájának. Krisztus testi valósága vezet el a misztériumok megértéséhez. Különösen a rózsafüzér világosság titkai részével válik megérthetővé, ha tartós összeszedettségben imádkozzuk.
Az elmélkedés csendből származik, amit nem könnyű megtalálni a sok hírközlő eszközökkel áthatott világunkban.
A pápa röviden áttekinti a szent olvasó alkotórészeinek lényegi szerepét. (Miatyánk, 10 üdvözlégy, hitvallás, záró fohász). A kezdő és tagoló imát a Miatyánkot, a tíz máriás üdvözlégy csúcsán megemlíti a világosság imáját amiben leginkább nyilvánvaló krisztoligikus jellegre mutat rá Isten legfőbb művére a megtestesülésre.
A számlálást segítő szemek a kegytárgy, lánc ami Istenhez kapcsol. Édes, gyermeki lánc, mely az Úr szolgálóleányához és Krisztushoz kapcsol. Van olyan hely, ahol a 69. zsoltárral kezdik, máshol a hitvallás vezeti be. A végén a pápa szándékaira imádkoznak.
Hétfő csütörtök az örvendetes olvasó napja, kedd péntek a fájdalmas, a szerda, szombat és vasárnap a dicsőséges míg tanácsolja, hogy csütörtök legyen a világosság titoké és szombaton legyen a örvendetes titok. Lényeg, hogy szemlélődésként végezzék a hívők a rózsafüzér imát.

## Befejezés
Megemlíti, hogy veszedelem idején a rózsafüzérnek tulajdonították a keresztények megmenekülésüket, emiatt köszöntik Rózsafüzér királynőjeként. A békére irányuló imádság, vágy, hogy szebbé, jobbá tegyük világunkat, belefáradás nélkül. Buzdít, hogy a rózsafüzér imádság legyen a családért, a hívők közösségének mindennapjaiba a lelkipásztorok buzgalmát kéri. A televízió nézése helyett az együttlét töltse ki a családoknak Krisztus szemlélődését, akinek kezébe helyezik bajokat, terveket és nyernek erőt útjuk folytatásához. Az új gyors tapasztalatokra érzékeny gyerekekkel sokszor megrémült szülők átélhetik a megtévedt gyermekeik drog, élvezetek, értelmetlenségek és reménytelenség kisértéseit. Kiskorúként együtt imádkozni gyerekekkel nem lebecsülendő, bár nem igazodik a fiatalok mai stílusához. Ellenvetésként a pápa kiemeli a lelkesedéssel végzett imádságot.
Végül a szentatya bízik abban, hogy a keresztény társadalom újra felfedezi a rózsafüzért, melyet Boldog Bartolo Longo könyörgésével fejezi be.

## Forrás
Magyar Püspöki Konferencia, Rosarium Virginis Mariae